# Plaisians
Plaisians là một xã thuộc tỉnh Drôme trong vùng Auvergne-Rhône-Alpes ở đông nam nước Pháp. Xã Plaisians nằm ở khu vực có độ cao trung bình 391 mét trên mực nước biển.